# EASY...LOVE ME...
「EASY...LOVE ME...」（イージー...ラヴ・ミー...）は、1997年11月21日にリリースした田原俊彦の49作目のシングル。

## 背景
新興レコード会社である、ガウスエンタテインメントの第1回発売作品のうちの1枚で、田原にとってレコード会社移籍後初のシングルとして発売された。
表題曲の「EASY...LOVE ME...」は、第一興商『STAR digio』のCMソングに起用された。
カップリング曲の「愛は愛さ」は、テレビ東京系『長野オリンピック』のテーマソングに起用された。

## リリース
1997年11月21日に、ガウスエンタテインメントのディス・ワンレーベルから発売された。

## 収録曲
| #         | タイトル                                | 作詞      | 作曲      | 編曲      | 時間  |
| --------- | --------------------------------------- | --------- | --------- | --------- | ----- |
| 1.        | 「EASY...LOVE ME...」                   | MARC      | RYUZI     | RYUZI     | 4:39  |
| 2.        | 「愛は愛さ」                            | 工藤哲雄  | 松田博幸  | 河辺健宏  | 4:13  |
| 3.        | 「EASY...LOVE ME...」(original karaoke) |           |           |           | 4:39  |
| 合計時間: | 合計時間:                               | 合計時間: | 合計時間: | 合計時間: | 13:31 |